# Brownwood
Brownwood ist die Bezirkshauptstadt (County Seat) des Brown County im US-Bundesstaat Texas in den Vereinigten Staaten. Das U.S. Census Bureau hat bei der Volkszählung 2020 eine Einwohnerzahl von 18.862 ermittelt.

## Geographie
Die Stadt liegt am Zusammentreffen der U.S. Highways 67, 84 und 377, der Landstraße 2524 und der Atchison, Topeka and Santa Fe Railway im Süden des Countys, exakt auf dem geographischen Zentrum von Texas, und hat eine Gesamtfläche von 32,6 km² ohne nennenswerte Wasserfläche.

## Geschichte
Die Stadt wurde, wie das County, nach Henry Stevenson Brown, dem Kommandeur bei der Schlacht von Velasco, benannt. 1858 wurde das erste Postbüro eröffnet und 1872 war Brownwood eine kleine Ansiedlung mit zwei Gemischtwarenläden, einem Blockhaus als Bezirksgericht und fünf Wohngebäuden. 1876, nachdem der Ort drei Kirchen und 120 Einwohner hatte, wurde eine Bank eröffnet und ein Schulhaus gebaut. Ein Jahr später wurde mit dem offiziellen Landverkauf durch den texanischen Staat begonnen. 1885 erschien mit der Brownwood Daily Bee die erste Zeitung und die Stadt bekam Anschluss an die Gulf, Colorado and Santa Fe Railroad. 1891 kam ein Anschluss an die Fort Worth and Rio Grande Railroad hinzu.
Im Jahr 1900 war die Einwohnerschaft auf 3965 Personen angewachsen und zu einem Umschlagplatz für die in der Gegend angebaute Baumwolle geworden. 1910 erreichte die Stadt 6967 und 1920 bereits 8223 Einwohner. Durch Erdölfunde kamen neue Zuwanderer und 1930 hatte die Stadt 12.789 Einwohner. 1940 wurde in der Nähe der Stadt das Militärcamp Camp Bowie aufgebaut, das allerdings 1946 wieder geschlossen wurde.

## Demographie
Nach der Volkszählung im Jahr 2000 lebten hier 18.813 Menschen in 7.110 Haushalten und 4.664 Familien. Die Bevölkerungsdichte betrug 576,5 Einwohner pro km². Ethnisch betrachtet setzte sich die Bevölkerung zusammen aus 82,74 % weißer Bevölkerung, 5,51 % Afroamerikanern, 0,61 % amerikanischen Ureinwohnern, 0,60 % Asiaten, 0,00 % Bewohnern aus dem pazifischen Inselraum und 8,47 % aus anderen ethnischen Gruppen. Etwa 2,07 % waren gemischter Abstammung und 21,34 % der Bevölkerung waren spanischer oder lateinamerikanischer Abstammung.
Von den 7.110 Haushalten hatten 32,2 % Kinder unter 18 Jahre, die im Haushalt lebten. 48,5 % davon waren verheiratete, zusammenlebende Paare. 13,7 % waren allein erziehende Mütter und 34,4 % waren keine Familien. 30,1 % aller Haushalte waren Singlehaushalte und in 13,8 % lebten Menschen, die 65 Jahre oder älter waren. Die Durchschnittshaushaltsgröße betrug 2,46 und die durchschnittliche Größe einer Familie belief sich auf 3,05 Personen.
27,5 % der Bevölkerung waren unter 18 Jahre alt, 12,8 % von 18 bis 24, 24,3 % von 25 bis 44, 19,2 % von 45 bis 64, und 16,2 % die 65 Jahre oder älter waren. Das Durchschnittsalter war 33 Jahre. Auf 100 weibliche Personen aller Altersgruppen kamen 90,6 männliche Personen. Auf 100 Frauen im Alter von 18 Jahren und darüber kamen 84,1 Männer.
Das jährliche Durchschnittseinkommen eines Haushalts betrug 27.325 USD, das Durchschnittseinkommen einer Familie 33.991 USD. Männer hatten ein Durchschnittseinkommen von 29.090 USD gegenüber den Frauen mit 18.905 USD. Das Prokopfeinkommen betrug 14.158 USD. 21,4 % der Bevölkerung und 18,2 % der Familien lebten unterhalb der Armutsgrenze. Davon waren 28,9 % Kinder und Jugendliche unter 18 Jahren und 12,8 % waren 65 oder älter.

## Söhne und Töchter der Stadt
- Roy R. Rubottom (1912–2010), Diplomat, Politikwissenschaftler und Hochschullehrer
- Joe M. Kilgore (1918–1999), Politiker und Abgeordneter im US-Repräsentantenhaus
- Jim Morris (* 1964), Baseballspieler
- Case Keenum (* 1988), American-Football-Spieler
- Madylin Sweeten (* 1991), Schauspielerin
- Sawyer Sweeten (1995–2015), Kinderdarsteller
- Sullivan Sweeten (* 1995), Schauspieler